# Ilionis Guillaume
Ilionis Guillaume (* 13. Januar 1998 in Croix-des-Bouquets, Haiti) ist eine französische Dreispringerin und Hürdensprinterin.

## Sportliche Laufbahn
Erste internationale Erfahrungen sammelte Ilionis Guillaume bei den U18-Weltmeisterschaften 2015 in Cali, bei denen sie sowohl im Hürdensprint als auch im Dreisprung den vierten Platz belegte. Im Jahr darauf qualifizierte sie sich für die U20-Weltmeisterschaften im polnischen Bydgoszcz und belegte dort im Dreisprung den neunten Platz. 2017 gewann sie bei den U20-Europameisterschaften die Silbermedaille Dreisprung mit windunterstützten 13,97 m und im Jahr darauf gewann sie bei den U23-Mittelmeer-Meisterschaften in Jesolo mit 13,45 m die Bronzemedaille hinter der Spanierin Fátima Diame und Evelise Veiga aus Portugal. 2019 gelangte sie bei den U23-Europameisterschaften in Gävle mit 12,89 m auf den elften Platz und 2023 wurde sie bei der 1. Liga der Team-Europameisterschaft im Rahmen der Europaspiele in Chorzów mit 12,92 m ebenfalls Elfte im Dreisprung. Im Jahr darauf belegte sie bei den Hallenweltmeisterschaften in Glasgow mit 14,01 m den achten Platz. Im Juni gewann sie bei den Europameisterschaften in Rom mit neuer Bestleistung von 14,43 m die Bronzemedaille hinter der Spanierin Ana Peleteiro-Compaoré und Tuğba Danışmaz aus der Türkei. Anschließend siegte sie mit 14,39 m beim Meeting Madrid und gelangte dann im August bei den Olympischen Sommerspielen in Paris mit 13,78 m im Finale auf Rang zwölf. 2025 belegte sie bei den Halleneuropameisterschaften in Apeldoorn mit 13,54 m den sechsten Platz.
In den Jahren 2018 und von 2023 bis 2025 wurde Guillaume französische Hallenmeisterin im Dreisprung.

## Persönliche Bestleistungen
- 100 m Hürden: 13,23 s (−0,1 m/s), 3. Juni 2017 in Marseille
  - 60 m Hürden (Halle): 8,28 s, 4. März 2017 in Haale
- Weitsprung: 6,26 m, 15. Februar 2015 in Nantes
- Dreisprung: 14,59 m (+1,9 m/s), 23. Juni 2024 in Guadalajara